# بالگردگاه ساتوت
بالگردگاه ساتوت (به انگلیسی: Saattut Heliport) یک فرودگاه همگانی است. این فرودگاه در کشور گرینلند قرار دارد .